# Снядин
Снядин (бел. Снядзін) — деревня в составе Голубицкого сельсовета Петриковского района Гомельской области Белоруссии.
На юге и западе граничит с национальным парком «Припятский».

## География

### Расположение
В 15 км на юго-запад от Петрикова, 27 км от железнодорожной станции Муляровка (на линии Лунинец — Калинковичи), 205 км от Гомеля.

### Гидрография
На реке Припять (приток реки Днепр), через деревню проходит канава Залесская стрелка.

## Транспортная сеть
Транспортные связи по просёлочной, затем автомобильной дороге Житковичи — Калинковичи. Планировка состоит из разделённых канавой Залеская стрелка двух частей: восточной (3 короткие широтные улицы) и западной (дугообразная меридиональноя улица с 2 переулками). Застройка двусторонняя, деревянная, усадебного типа.

## История
В районе деревни Снядин археологами обнаружено городище милоградской культуры (8 в. до н. э. — 3 в.н. э.) В 4 — 3 в. до н. э. их сменяют племена поморской культуры, с 3 в. до н. э. до 3 в. н. э. распространение получает зарубинецкая культура, проживавших в неукреплённых селищах. В 2-4 веке н. э. территорию Снядина населяли племена киевской культуры. 5-7 в. н. э. — времена пражской культуры. С 7 до 10 века пражская культура переросла в дреговичскую культуру.
В списке середины XVII века в составе Киево-Печерский патерик под редакцией Иосифа Тризны имеется комплекс Туровских уставов, в состав которого входит уставная грамота о поставлении Туровской епископии, согласно которой князь великий киевский Василий (Владимир Святославич) в лето 6513 (1005) года придал Туровской епископии  вместе с другими городами и Смедянь.
В 10-13 веке в составе Туровского княжества Киевской Руси. С 14 века в составе Вкл. В «Списке русских городов далеких и близких» в Новгородской первой летописи (1390 г.) упоминается как киевский город Смедин.
По письменным источникам известна с XV века как деревня Снядинь.
Во 2 пол. 17 века центр Снядинской волости ВКЛ. Снядинская волость (Снядин, Мордвин, Турок, Вышелов, Дорошевичи, Голубица и др.) в 1680 г. была передана Пинскому иезуитскому коллегиуму (иезуитскому ордену).
С конца XVIII века г. Петриковщина имел статус графства. Иезуитское имение Снядин (с фольварками Голубица, Павлиново, Мордвин, Дорошевичи, Макаричи, Вышелов) в 1774 г. отдано Виленскому мечнику Михаилу Радзивиллу.
Была во владении казны, а в 1777 году продана епископу виленскому И. Масальскому.
После 2-го раздела Речи Посполитой (1793 год) в составе Российской империи, в Мозырском уезде Минской губернии
В 1795 году Рождества-Богородицкая церковь преобразована из униатской в православную.
В районе д. Снядин завод по производству железа из болотных руд существовал до середины XVIII века.
В 1806 году по купчей крепости Антоний Кеневич приобрел у Радзивиллов имение в Снядине с фольварками. По праву наследования оно перейдёт в вотчинное владение к Ипполиту и Иерониму Кеневичам. Паводле міралюбнага документа ад 1810 г. аб падзеле паезуіцкага маентка Снядзін, фальваркі Асавец і Махнавічы дасталіся падсудку Рудзіеўскаму. У склад фальварка Асавец уваходзілі вескі Асавец, Балажэвічы, Глінніца, Мастовічы, Велаўск, Майсеевічы, Манчыцы, Замошша і рудні Астражанская і Скалодзінская…. «Хроніка Убарцкага Палесся» А. І. Атнагулаў; Мінск; 2001
По ревизским материалам 1816 года во владении Киневичей.
По переписи от 3.04.1834 г. Поезуицкое имение Снедынь принадлежащее помещикам Герониму и Гиполиту Кен(ч)евичам. Село Смедынь всего домов — 71.
Киневичи в 1876 году владели 852 десятинами земли и мельницей. Действовала пристань на реке Припять. С 1898 года начала работать школа. В 1908 году в Лясковичской волости Мозырского уезда Минской губернии.
С 20 августа 1924 года центр Снядинского сельсовета Петриковского района Мозырского (до 26 июля 1930 года и с 21 июня 1935 года по 20 февраля 1938 года) округа, с 20 февраля 1938 года Полесской, с 8 января 1934 года Гомельской областей. В 1930 году организован колхоз «Новая жизнь», работала водяная мельница. Во время Великой Отечественной войны в июне 1943 года оккупанты полностью сожгли деревню и убили 60 жителей. В боях около деревни погибли 19 советских солдат и партизан (похоронены в братской могиле в парке). 96 жителей погибли на фронте. Согласно переписи 1959 года в составе совхоза «Голубичский» (центр — деревня Голубица). Действовали лесничество, швейная мастерская, 9-летняя школа, клуб, библиотека, отделение связи, фельдшерско-акушерский пункт, 3 магазина.
До 31 октября 2006 года в составе Снядинском сельсовете.

## Население

### Численность
- 2004 год — 118 хозяйств, 218 жителей.

### Динамика
- 1795 год — 54 двора.
- 1816 год — 63 двора, 353 жителя.
- 1834 год — 71 двор, 370 жителей.
- 1897 год — 79 дворов, 589 жителей (согласно переписи).
- 1908 год — 126 дворов, 785 жителей.
- 1917 год — 870 жителей.
- 1940 год — 140 дворов.
- 1959 год — 777 жителей (согласно переписи).
- 2004 год — 118 хозяйств, 218 жителей.